# Ashnakkum

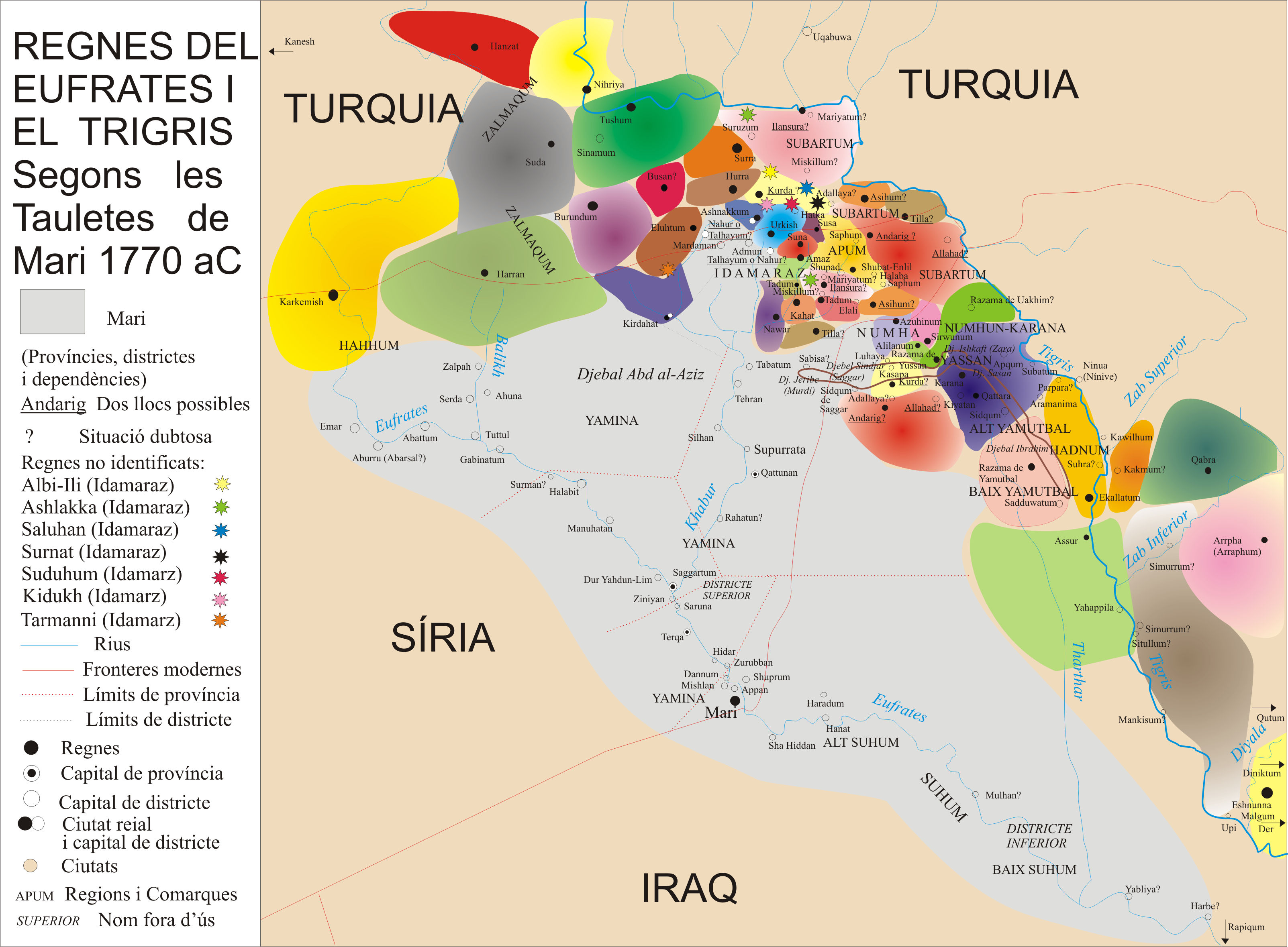
Mapa

Ashnakkum o també Ašnakkum va ser un regne de la zona del triangle del riu Khabur anomenada Idamaraz a les fonts del regne de Mari.
La ciutat d'Ashnakkum era una de les principals ciutats-estat de la regió. Després d'estar sota domini de Xamxi-Adad I d'Ekallatum, a la seva mort el 1775 aC va quedar sota la influència de Zimri-Lim de Mari que la va dominar en un règim de vassallatge, excepte durant la conquesta de la regió per part d'Elam i d'Eshunna. Es coneixen els noms d'alguns reis: Sammetar, mort el 1765 aC, que va establir una aliança dinàstica amb Mari, Shub-Ram, Ishme Addu, que va posar en tensió les seves relacions amb Mari i va morir assassinat, Shaddum-Labu'a que va visitar al rei de Mari, Hammu-Laba i Ili-Sumu. La gran competidora d'Ashnakkum va ser la ciutat d'Ashlakka, molt probablement una ciutat veïna, encara que les dues ciutats van acabar per integrar-se en un regne vassall en temps de Zimri-Lim.
Correspon a la moderna Chagar Baçar (Tell Chagar Bazar). Als seus habitants se'ls esmenta com ashnakkeus (Asnaqueus).